# Cacouac

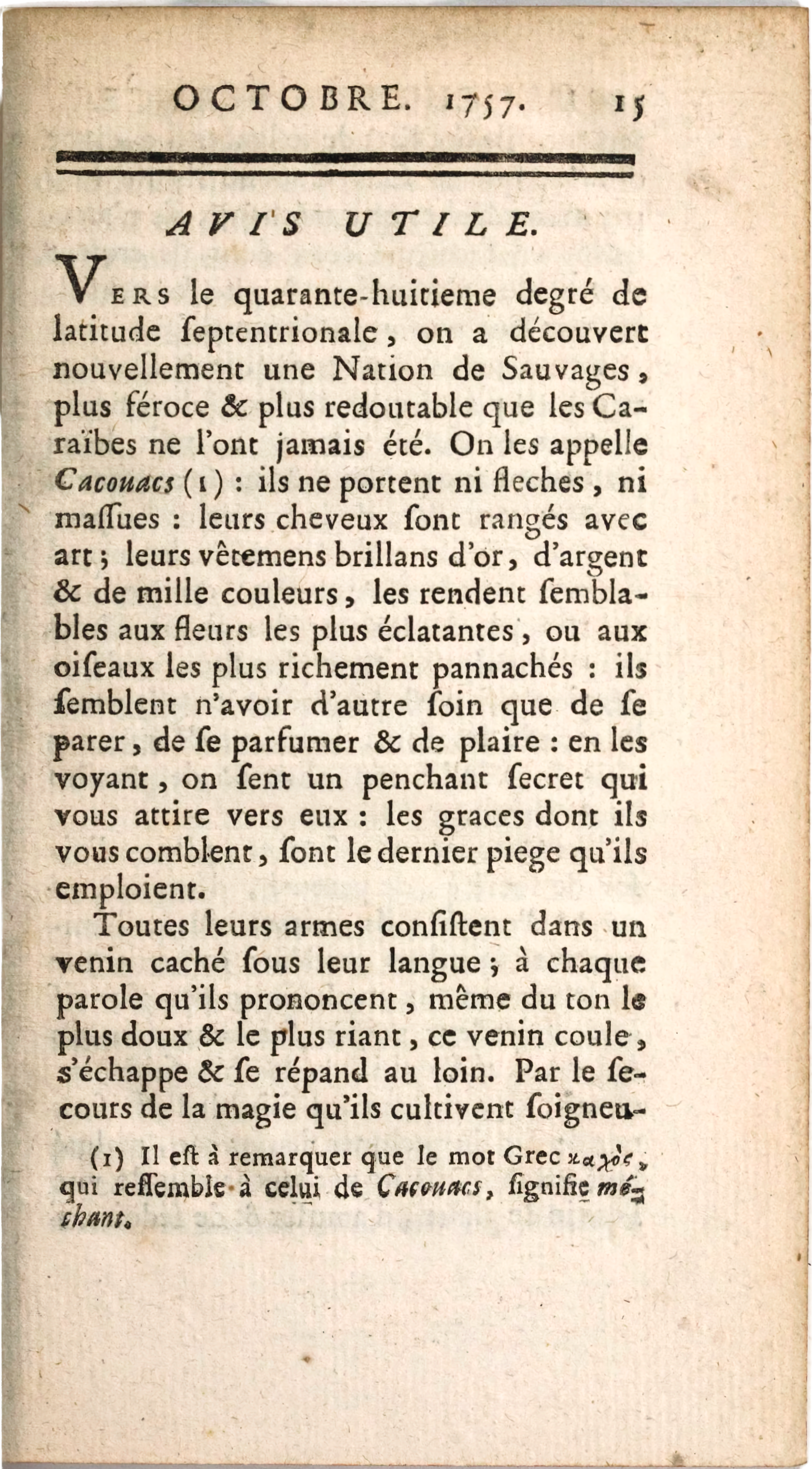
Première page de l’article Avis utile du Mercure de France d’octobre 1757.

Cacouac est un terme anti-lumières inventé en 1757 par les adversaires des philosophes des Lumières, en vue de railler plus particulièrement les auteurs de l’Encyclopédie. Ce néologisme associant l’adjectif grec kakos (mauvais) au mot « couac », signifie méchant.

## Historique
Le mot fait sa première apparition dans un article anonyme intitulé Avis utile du Mercure de France du 1er octobre 1757, vraisemblablement dû à Jacob-Nicolas Moreau, qui enchaîne avec un pamphlet intitulé Nouveau Mémoire sur les Cacouacs, lequel est suivi en 1758 d’un Catéchisme et décisions de cas de conscience à l’usage des cacouacs, avec un discours du patriarche des cacouacs, pour la réception d’un nouveau disciple dont l’auteur est Joseph Giry de Saint Cyr.

La controverse s’envenime et gagne rapidement d’autres journaux. Déjà, en juin de la même année, soit treize mois après la parution du tome VI de l'Encyclopédie, Fréron avait attaqué Diderot en l’accusant d’hérésie et de plagiat. Dès lors, c’est une véritable cabale qui s’instaure, menée par le « parti dévot » qui fédère tous ceux qui s’opposent au remplacement des lumières divines par les lumières humaines. Au début de l’année suivante, La Harpe publie anonymement une riposte dans laquelle il écrit : 

« Le Chef de la Cabale, qui s’est formée contre les Encyclopédistes, n’a pas manqué dans l'Année littéraire, de blâmer l’Historien des prétendus Cacouacs, d’avoir parlé contre Mrs. de Voltaire et Montesquieu. Et pourquoi ? Est-ce parce que ces critiques sont fausses ? Non. Qu’importe à M. Fréron qu’elles soient bien ou mal fondées ! »

Ravis de cette occasion d’exercer leur sens de la dérision, les Encyclopédistes ne tardent pas à reprendre le terme à leur compte. Aussi, lorsque La Reine fantasque de Jean-Jacques Rousseau paraît clandestinement en 1758 avec la mention « conte cacouac », tout le monde comprend qu’il faut lire « conte philosophique ». Et Voltaire d’écrire à un de ses correspondants : « Souvenez-vous encore, mon cher frère, qu’il y a un Anglais chargé d’un paquet pour M. d’Alembert ; et si vous voyez ce cacouac, ayez la bonté de le lui dire. »

Toutefois, selon l’auteur des Querelles littéraires, Augustin Simon Irailh, l’affaire des cacouacs n’est qu’une escarmouche parmi d’autres dans le long combat qui oppose les deux partis : 

« Sous le nom seul de Cacouacs, il y en eut plusieurs. Le public n’étoit entretenu que d’avis utile concernant les Cacouacs, de nouveau mémoire pour servir à l’histoire des Cacouacs, de catéchisme des Cacouacs. Par ce mot, on entendit d’abord une nation sauvage & méchante, mais dont les méchancetés se bornoient à l’humeur caustique, au persiflage, à la singularité. Bientôt on attaqua ses principes & ses mœurs, son enthousiasme, son ardeur « à faire des prosélytes, son indépendance des rois & des dieux, qu’elle n’a pas la folie de combattre, comme firent les Titans, mais dont elle nie l’existence ; » ses cris, lorsqu’on s’élève contre ses maximes ; son horreur des sifflets, ses enchantemens, sa magie, & principalement son penchant invincible au vol, vice qui gagne tout étranger qu’elle naturalise. »

Le point culminant du conflit sera atteint lorsque le pape Clément XIII condamne l’Encyclopédie, défendant d'abord de la lire, sous peine d'excommunication majeure pour les laïques, et de suspension pour les clercs et ordonnant à tous ceux qui possèdent un exemplaire, libraires aussi bien que particuliers, de le remettre aux évêques ou à l'inquisiteur, pour qu'il soit livré aux flammes. Le 5 mars 1759, l’ouvrage est mis à l’Index. L’entreprise n’en sera pas moins menée jusqu’à son terme avec la publication du Supplément au Dictionnaire raisonné en 1777.

## Textes de référence
- Anonyme (Jacob-Nicolas Moreau), « Avis utile », Mercure de France, Paris, Chaubert, Pissot, Duchesne, Cailleau et Cellot, vol. 34, no 19,‎ 1er octobre 1757, p. 15-19 (ISSN 2419-2007, lire en ligne sur Gallica, consulté le 5 décembre 2024).
- Jacob-Nicolas Moreau, Nouveau mémoire pour servir a l’histoire des Cacouacs, 1757, VI-108 p., in-8° (lire en ligne sur Gallica)Contient aux p. 103-108 le Premier mémoire sur les Cacouacs, paru dans le Mercure de France d’octobre 1757
- Charles Palissot de Montenoy, Lettre du Sr Palissot, auteur de la comédie des Philosophes, au public, pour servir de préface à la pièce (lire en ligne sur Gallica)
- Joseph Giry de Saint Cyr (auteur supposé), Catéchisme et décisions de cas de conscience, à l’usage des Cacouacs, avec un Discours du patriarche des Cacouacs, pour la réception d’un nouveau disciple, Cacopolis, 1758, XLII-107 p., in-8 (lire en ligne sur Gallica).
- Jean-Jacques Rousseau, La Reine fantasque, 1758Le texte a été écrit en 1756 mais la première édition, clandestine, dont Le manuscrit se trouve à la Bibliothèque publique et universitaire de Neuchâtel, MsR 37, 14 feuillets, date de 1758 et porte comme sous-titre conte Cacouac, c’est-dire, conte philosophique. Le conte lui-même n’est donc pas lié à la controverse autour de l’Encyclopédie.